# Kobilja Ravan
Kobilja Ravan je naseljeno mjesto u općini Foči, Republika Srpska, BiH. Popisano je kao samostalno naselje na popisu 1961., a na kasnijim popisima ne pojavljuje se, jer je 1962. pripojeno naselju Potpeću (Podpeće) (Sl.list NRBiH, br.47/62).
Nalazi se na lijevoj strani rijeke Ćehotine.

## Stanovništvo
| Narod     | Popis 1961. |
| --------- | ----------- |
| Hrvati    |             |
| Muslimani | 81          |
| Srbi      |             |
| ostali    |             |
| Ukupno    | 81          |